# Tesorillo de la Algaida

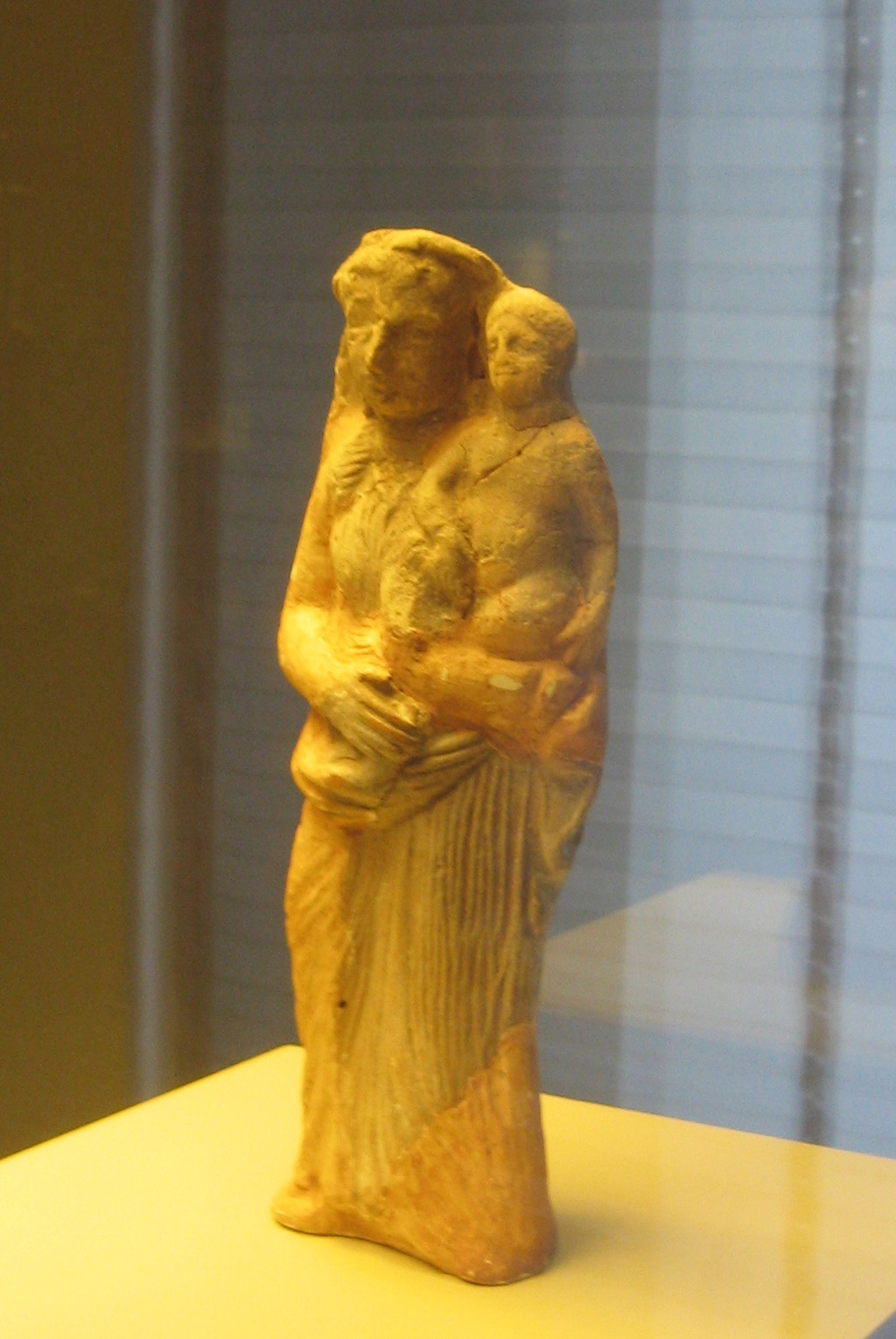
Deidad femenina de El Tesorillo, Museo de Cádiz.

Tesorillo de la Algaida es el nombre dado a un yacimiento arqueológico situado en el Pinar de La Algaida-Marismas de Bonanza, en la localidad española de Sanlúcar de Barrameda, en la provincia de Cádiz.
Las excavaciones realizadas en los años 1980, en el lugar conocido popularmente como “el Tesorillo”, en el Pinar de la Algaida, sacaron a la luz las ruinas de un antiguo santuario dedicado a Astarté o Venus, deidad femenina asociada con el planeta; templo que algunos especialistas sugieren que pudiera ser el lugar que Estrabón llamó «luciferi fanum» en su Geografía. Los materiales hallados durante las excavaciones se depositaron en el Museo de Cádiz. La última actuación arqueológica en este yacimiento fue llevada a cabo durante el otoño de 1991 por el módulo de arqueología de la Escuela-Taller “Tartessos” de Sanlúcar de Barrameda.